# Indiara
Indiara es un municipio brasileño del estado de Goiás, se localiza en la Mesorregión del Sur goiano y en la Microtregión del Valle del río de los Boias. Su población estimada en 2007 era de aproximadamente 15.974 habitantes, siendo el 2° municipio más poblado de la Microrregión.